# XV з'їзд КП(б)У
XV з'їзд КП(б)У — з'їзд Комуністичної партії (більшовиків) України, що відбувся 13—17 травня 1940 року в Києві.
У роботі з'їзду взяли участь 552 делегати з ухвальним і 133 — з дорадчим голосом, які представляли 379 630 членів і 257 284 кандидатів у члени партії.

## Порядок денний з'їзду
1. Звіт ЦК КП(б)У (доповідач Хрущов Микита Сергійович).
2. Звіт Центральної Ревізійної комісії КП(б)У.
3. Вибори керівних органів КП(б)У.

## Керівні органи партії
Обрано Центральний комітет у складі 71 члена і 48 кандидатів у члени ЦК,  Центральну Ревізійну комісію у складі 22 осіб.

### Члени Центрального комітету
- Бегма Василь Андрійович
- Болдін Іван Васильович
- Борисов Володимир Миколайович
- Бородін Петро Григорович
- Бурмистенко Михайло Олексійович
- Бутенко Григорій Прокопович
- Бутирін Сергій Іванович
- Власов Олександр Йосипович
- Гайовий Антон Іванович
- Гвоздирков Микола Георгійович
- Герасименко Василь Пилипович
- Гмиря Петро Арсентійович
- Горенков Федір Степанович
- Гречуха Михайло Сергійович
- Грищук Леонід Степанович
- Груленко Михайло Васильович
- Гусятникова Парасковія Василівна
- Дехтярьов Семен Іванович
- Дрофа Ілля Трохимович
- Дяченко Василь Антонович
- Єпішев Олексій Олексійович
- Жила Дмитро Микитович
- Задіонченко Семен Борисович
- Засядько Олександр Федорович
- Індиченко Костянтин Степанович
- Караваєв Костянтин Семенович
- Квасов Михайло Єгорович
- Клименко Федір Микитович
- Ковальов Михайло Прокопович
- Кожевников Сергій Костянтинович
- Козирєв Микола Володимирович
- Колибанов Анатолій Георгійович
- Компанець Іван Данилович
- Компанієць Микола Павлович
- Корнієць Леонід Романович
- Коротченко Дем'ян Сергійович
- Костюк Трохим Якович
- Кочетов Гаврило Леонтійович
- Кривонос Петро Федорович
- Курганов Валеріан Петрович
- Лебідь Микола Георгійович
- Лисенко Йосип Григорович
- Любавін Петро Митрофанович
- Марков Василь Сергійович
- Матюшин Федір Семенович
- Мірошниченко Леонтій Трохимович
- Міщенко Гаврило Корнійович
- Москвіна Єлизавета Петрівна
- Осокін Василь Васильович
- Поченков Кіндрат Іванович
- Редько Федір Андрійович
- Рябошапка Степан Кирилович
- Сердюк Зиновій Тимофійович
- Сєнін Іван Семенович
- Сєров Іван Олександрович
- Сиромятников Михайло Олексійович
- Скуридін Михайло Митрофанович
- Слесарєв Володимир Тимофійович
- Співак Мойсей Семенович
- Старченко Василь Федорович
- Степанок Данило Тимофійович
- Строкач Тимофій Амвросійович
- Таценко Петро Ілліч
- Ткач Яків Микитович
- Ульяненко Логвин Іванович
- Федоров Олексій Федорович
- Харченко Катерина Іванівна
- Хоменко Яків Олексійович
- Хрущов Микита Сергійович
- Черепін Тихон Корнійович
- Яченін Леонід Іванович

### Кандидати в члени Центрального комітету
- Астахов Федір Олексійович
- Бабченко Микола Федотович
- Барановський Анатолій Максимович
- Бардієр Федір Федорович
- Бережний Павло Спиридонович
- Бєлкін Петро Кузьмич
- Вишниченко Олександра Григорівна
- Гапочка Павло Микитович
- Голіков Пилип Іванович
- Горобець Іван Григорович
- Громов Сергій Олександрович
- Ємельяненко Сава Дмитрович
- Жуков Гаврило Васильович
- Застава Семен Андрійович
- Зленко Андрій Никифорович
- Кальченко Никифор Тимофійович
- Карпачов П.Д.
- Клюєв Олександр Андрійович
- Колобяков Олександр Філаретович
- Конопкін Митрофан Михайлович
- Константинов Тихон Антонович
- Кухленко Василь Гордійович
- Легур Євдокія Іванівна
- Леженко Данило Дмитрович
- Мельников Леонід Георгійович
- Ніколаєв Тимофій Леонтійович
- Новожилов Володимир М.
- Овсієнко Іван Іванович
- Парусинов Пилип Олексійович
- Парфенов Петро Павлович
- Подушко Ганна Георгіївна
- Пожидаєв Юхим Тарасович
- Прожогін Василь Єлизарович
- Савков Юхим Михайлович
- Свинаренко Петро Григорович
- Сиромолотний Іван Костянтинович
- Совєтніков Іван Герасимович
- Степанов Павло Степанович
- Топчій Костянтин Тимофійович
- Троскунов Лев Ізраїльович
- Усиков Олексій Михайлович
- Федоренко Яків Миколайович
- Чеканюк Андрій Терентійович
- Шелковий Петро Іванович
- Шило Василь Степанович
- Щербаков Михайло Андрійович
- Яковлєв Микола Дмитрович
- Ямпольський Аркадій Євсейович

### Члени Центральної Ревізійної комісії
- Борисов Пантелеймон Михайлович
- Брик Валентина Володимирівна
- Буцол Всеволод Казимирович
- Ватутін Микола Федорович
- Горлінський Микола Дмитрович
- Грушовий Костянтин Степанович
- Гульчак Василь Дементійович
- Давидов Олексій Йосипович
- Дідур Володимир Григорович
- Довгошия Тимофій Васильович
- Дрожжин Михайло Іванович
- Іщенко Василь Архипович
- Кравченко Семен Григорович
- Міхеєв Анатолій Миколайович
- Нікітін Василь Анфілович
- Профатілов Ілля Іванович
- Савельєв Іван Степанович
- Сергієнко Василь Тимофійович
- Філіпов Іван Іванович
- Чорновол Василь Семенович
- Шамрило Тимофій Власович
- Шевцов Іван Саввич

## Зміни складу ЦК в період між з'їздами
15–17 серпня 1946 року на Пленумі ЦК КП(б)У з кандидатів у члени ЦК КП(б)У переведені Бабченко Микола Федотович, Барановський Анатолій Максимович, Горобець Іван Григорович, Ємельяненко Сава Дмитрович, Застава Семен Андрійович, Зленко Андрій Никифорович, Кальченко Никифор Тимофійович, Конопкін Митрофан Михайлович, Мельников Леонід Георгійович, Подушко Ганна Георгіївна, Топчій Костянтин Тимофійович, Троскунов Лев Ізраїльович.
16 квітня 1948 року на Пленумі ЦК КП(б)У із кандидатів у члени ЦК КП(б)У виведений Клюєв Олександр Андрійович.

## Рішення з'їзду
З’їзд ухвалив надалі розвивати промисловість України, продуктивність праці, удосконалити техніку виробництва, ліквідувати відставання вугільної, металургійної, коксохімічної залізо- і марганцеворудної, текстильної, паливної, рибної, будівельної промисловостей. З’їзд звернув увагу на необхідність прискорення розвитку енергетичної промисловості, а також поставив завдання зниження собівартості і підвищення якості продукції. На з’їзді були намічені конкретні заходи для зміцнення колгоспів, підвищення врожайності зернових, технічних і овочевих культур, розвитку тваринництва, особливо дрібного. З’їзд запропонував посилити масово-політичну роботу в колгоспах, а крім того розвивати торгівлю і житлове будівництво.